# Romvári Márton
Romvári Márton (Budapest, 1975. –) magyar festőművész
„Új világokat fedezek fel az olajfestészetben. Bár nem tárgyiassággal foglalkozom, ez nem jelenti azt, hogy nem érdekel a valóság. A természet rejtett oldalán kutatom a föld, a tűz, a víz és a levegő elemeiben áramló hullámok sűrű szövetét. Elsőre festményeim egysejtű organizmusoknak, biológiai építőelemeknek tűnnek – Petri-csészébe zárt mikroszkopikus világ. Festés közben egyensúlyt teremtek a tervezett és az improvizált között. A festmény alakzatai új világot tárnak fel a néző képzelete előtt. Sok kísérletezés után találtam rá a lakk-technikára, ami, úgy érzem, a legjobb eszköz annak a vizuális hatásnak az elérésére, amire törekszem.” 

## Tanulmányok
2001 Magyar Képzőművészeti Egyetem, Budapest - festő szak

## Egyéni kiállítások[1]
- 2016 Resident Art Budapest, Budapest
- 2013 Ferencvárosi Pincegaléria, Budapest
- 2013 Art9 Galéria, Budapest
- 2013 San Marco Galéria, Budapest
- 2013 Espace GAIA, Genf, Svájc
- 2012 Filter Galéria, Budapest
- 2012 Prestige Galéria, Budapest
- 2011 Cella Septichora, Pécs
- 2011 Bonassola, Olaszország
- 2011 Espace GAIA, Genf, Svájc
- 2010 Kempinski Hotel Corvinus, Budapest
- 2010 Fészek Művészklub, Budapest
- 2010 Karinthy Szalon, Budapest
- 2009 Bálint Ház, Budapest
- 2009 Garantiqa, Budapest
- 2008 Magyar Intézet, Helsinki, Finnország
- 2007 Magma Galéria, Budapest
- 2006 Lénia Galéria, Budapest
- 2005 Fészek Galéria, Budapest
- 2004 Trafik Galéria, Budapest
- 2003 Olof Palme Kiállítóház, Budapest
- 2002 A.P.A. Galéria, Budapest
- 2002 Atrium Hyatt, Budapest
- 2002 Ráday Galéria, Budapest
- 2001 Bartók 32 Galéria, Budapest

## Művészeti vásárok[2]
- 2016 Art Innsbruck, Ausztria
- 2015 Art Market Budapest
- 2015 Start London, Egyesült Királyság
- 2013 ArtUntitled artFair, Miami, Amerikai Egyesült Államok
- 2012 Art Market Budapest